# Dana Andrews
Dana Andrews, de nom Carver Dana Andrews (Collins, Mississipi, 1 de gener de 1909 - Los Alamitos, Califòrnia, 17 de desembre de 1992), va ser un actor estatunidenc. És conegut pels seus papers en Els millors anys de la nostra vida de William Wyler i Laura d'Otto Preminger.

## Biografia
Nascut en una granja prop de Collins (Mississipi, comtat de Covington), és el tercer dels nou fills d'Annis i Charles Forrest Andrews, un pastor baptista. Li posen els noms de dos dels professors del seu pare. La família no triga a marxar cap a Texas, on s'instal·la a Huntsville, lloc de naixement dels fills més petits (entre ells, l'actor Steve Forrest).
Després d'haver anat a l'escola local, Dana Andrews va fer estudis de gestió a Houston. Va treballar breument com a comptable per a Gulf & Western.
El 1931, es va traslladar a Los Angeles, per provar una carrera de cantant, tot fent petites feines, com a empleat d'una benzinera. Un dels seus empresaris li va pagar estudis de cant clàssic, així com a la Playhouse de Pasadena, prestigiós teatre i escola d'art dramàtic. Andrews va ser contractat per Samuel Goldwyn i, nou anys després de la seva arribada a Los Angeles, li van oferir el seu primer paper al cinema, en el western de William Wyler El foraster, que protagonitzava Gary Cooper.
El paper d'Andrews en The Ox-Bow Incident de William A. Wellman, amb Henry Fonda, és sovint citat com un dels millors del seu començament de carrera. Va fer excel·lents papers en Laura, en què tenia davant Gene Tierney i en The Best Years of Our Lives, que va guanyar nou Oscars. Molts consideren que es tracta del seu millor paper.
Des de 1950, l'alcoholisme va començar a pertorbar la seva carrera (fins i tot va estat a punt de costar-li la vida al volant). Va ser aïllat a papers secundaris i a personatges de sèrie B, de vegades bons (va declarar un dia que havia guanyat més en el sector immobiliari que com a actor). Tanmateix, la cimera artística de la seva carrera se situa sens dubte el 1956, amb les dues últimes pel·lícules rodades per Fritz Lang als Estats Units: Mentre Nova York dorm i Beyond a Reasonable Doubt.
El 1963, va ser elegit president del Gremi d'actors. El 1972, després de quatre anys de sobrietat, va ser una de les primeres celebritats a fer una declaració pública a favor d'Alcohòlics anònims.
Dana Andrews es va casar amb Janet Murray el 1932. Ella va morir el 1935, poc temps després del naixement del seu fill David (músic i compositor, mort d'hemorràgia cerebral el 1964). El 17 de novembre de 1939, es va casar en segones núpcies amb l'actriu Mary Todd. Van tenir tres fills: Katharine, el 1942, Stephen, el 1944, i Susan, el 1948. Malgrat el seu èxit, la família vivia a Studio City en una casa relativament modesta, comprada al realitzador Jacques Tourneur.
Tot i que Dana Andrews va provar fer de cantant abans de llançar-se al cinema, només canta en una pel·lícula, State Fair, de Henry King (1945) i la seva veu és doblada!
Al final de la seva vida, Andrews va patir la malaltia d'Alzheimer. Va morir el 1992 de problemes cardíacs i de pneumònia.

## Filmografia
- 1940: El foraster (The Westerner)
- 1940: Lucky Cisco Kid
- 1940: Sailor's Lady
- 1940: Kit Carson
- 1941: Tobacco Road
- 1941: Belle Starr
- 1941: Bola de foc (Ball of Fire)
- 1941: Swamp Water
- 1942: Berlin Correspondent
- 1943: Crash Dive
- 1943: The Ox-Bow Incident
- 1943: The North Star
- 1943: December 7th
- 1944: Rumb a Orient (Up in Arms)
- 1944: The Purple Heart
- 1944: Wing and a Prayer
- 1944: Laura
- 1945: State Fair
- 1945: Fallen Angel
- 1946: Terra generosa (Canyon Passage)
- 1946: Els millors anys de la nostra vida (The Best Years of Our Lives)
- 1947: Boomerang !
- 1948: Night Song
- 1948: The Iron Curtain o Behind the Iron Curtain
- 1948: No Minor Vices
- 1948: Deep Waters
- 1949: Britannia Mews
- 1949: My Foolish Heart
- 1949: Sword in the Desert
- 1950: Where the Sidewalk Ends
- 1950: Edge of Doom
- 1951: Carregament tancat (Sealed Cargo)
- 1951: I Want You
- 1952: Assignment: Paris
- 1954: Elephant Walk
- 1954: A tres hores de la veritat (Three Hours to Kill)
- 1954: Duel in the Jungle
- 1955: Una estranya a la ciutat (Strange Lady in Town)
- 1955: Senyals de fum (Smoke Signal)
- 1956: Mentre Nova York dorm (While the City Sleeps)
- 1956: Comanche
- 1956: Més enllà del dubte (Beyond a Reasonable Doubt)
- 1957: Zero hour!, de Hall Bartlett
- 1957: Spring Reunion
- 1957: La maledicció del diable (Night of the Demon)
- 1958: Enchanted Island
- 1958: The Fearmakers
- 1959: The Story on page one (veu)
- 1960: The Crowded Sky
- 1962: Madison Avenue
- 1965: In Harm's Way
- 1965: Brainstorm
- 1965: Crack in the World (1965)
- 1965: Town Tamer
- 1965: La batalla de les Ardenes (Battle of the Bulge)
- 1965: Estimats difunts (The Loved One)
- 1965: El virus de Satan (The Satan Bug)
- 1966: Johnny Reno
- 1967: Hot Rods to Hell
- 1967: Cobra II
- 1968: La brigada del diable (The Devil's Brigade)
- 1972: Innocent Bystanders
- 1974: Airport 1975
- 1976: Take a Hard Ride
- 1976: The Last Tycoon
- 1978: Els bons van de negre (Good Guys Wear Black)
- 1978: A Tree, a Rock, a Cloud
- 1978: Born Again
- 1979: The Pilot
- 1984: Prince Jack